# Ким Ё Чжон
Ким Ё Чжон (кор. 김여정, по Концевичу — Ким Ёджон или Ким Ё Джон; род. 26 сентября 1987, Пхеньян, КНДР) — северокорейский политический, государственный и партийный деятель, заместитель директора Отдела пропаганды и агитации Центрального комитета Трудовой партии Кореи (ТПК) с 2021 года. С 2015 года по 2021 год занимала пост первого заместителя директора Отдела пропаганды и агитации ЦК ТПК. Кандидат в члены Политбюро ЦК ТПК с 2017 по 2019 год, а затем с 2020 по 2021 год. Младшая сестра Высшего руководителя КНДР Ким Чен Ына, дочь бывшего руководителя КНДР Ким Чен Ира и внучка основателя и Вечного президента КНДР Ким Ир Сена.

## Биография

### Личная жизнь
По данным Министерства объединения Республики Корея, Ким Ё Чжон родилась в Пхеньяне в 1988 году, по данным других южнокорейских источников — 26 сентября 1987 года. Министерство финансов США указывает дату рождения 26 сентября 1989 года. Имеет близкие отношения со своим братом Ким Чен Ыном, так как вместе учились в Швейцарии с 1996 по 2000 год и в КНДР, «где социальная и эмоциональная изоляция, по-видимому, были определяющей силой в их развитии». Училась в Военном университете им. Ким Ир Сена после возвращения на родину. Изучала информатику в Университете Ким Ир Сена, где она, по слухам, училась у Ким Ынгён, дочери Мэгуми Ёкоты, похищенной северокорейскими властями, когда та была маленькой девочкой.
В январе 2015 года она вышла замуж за Чхве Сона, второго сына правительственного чиновника Чхве Рён Хэ. Однако южнокорейские источники допускают неточность этих данных. Ким Ё Чжон ожидала ребёнка в мае 2015 года. Неизвестный общественности отец считается одним из выпускников университета Ким Ир Сена, либо должностным лицом в Бюро 39 партии, либо работает в военном подразделении, ответственном за охрану лидера страны.

### Карьера
В сентябре 2010 года во время Третьей конференции Трудовой партии Кореи она случайно попала в объектив фотокамер.
Стала известна общественности во время похорон Ким Чен Ира в декабре 2011 года, когда она несколько раз появлялась рядом со своим братом Ким Чен Ыном или центральными чиновниками, несмотря на то, что даже не являлась участником похоронного комитета, и её никогда не называли в СМИ. В начале 2012 года она получила должность в Комиссии по национальной обороне в качестве менеджера по туризму, но об этом не сообщалось в СМИ, за исключением ноября 2012 года, когда Центральное телевидение Кореи показало, как она сопровождает Ким Чен Ына на военной площадке. Впервые была официально упомянута 9 марта 2014 года, когда она сопровождала своего брата на голосовании в Верховное народное собрание КНДР. Тогда Ким Ё Чжон была идентифицирована как «высокопоставленный чиновник» ЦК ТПК.
В январе 2014 года она стала заведующей 54-м отделом ТПК, в задачи которого входит материальное обеспечение вооружённых сил. В том же году избрана депутатом Верховного народного собрания.
В октябре 2014 года она, по информации СМИ, взяла на себя государственные обязанности больного брата, когда он не появлялся на публике более месяца, и ему оказывалось лечение.
27 ноября 2014 года она была назначена первым заместителем директора Отдела пропаганды и агитации ЦК ТПК. А в июле 2015 года в отчетах говорилось, что она де-факто исполняет роль руководителя отдела, а пост номинального директора занимает Ким Ки Нам. Также она занимает пост вице-министра и регулярно сопровождает Ким Чен Ына в его поездках.
Сообщается, что она стояла за развитием культа личности брата в стране, смоделированного по образцу их деда Ким Ир Сена. Тэ Юнхо, перебежчик из КНДР и бывший дипломат, рассказал в 2017 году, что Ким Ё Чжон организовывает все крупные общественные мероприятия в стране.
В январе 2017 года была помещена в «чёрный список» казначейства США за нарушения прав человека в КНДР.
В 2017 году назначена кандидатом в члены политбюро Центрального комитета ТПК. Она стала второй женщиной, назначенной на этот пост.
9 февраля 2018 года Ким Ё Чжон присутствовала на церемонии открытия Зимних Олимпийских игр 2018 года в Пхёнчхане, Республика Корея. Это был первый случай, когда член правящей династии Ким посетил Южную Корею после Корейской войны. Она присутствовала на встрече с южнокорейским президентом Мун Чжэ Ином 10 февраля, где находилась в качестве специального посланника Ким Чен Ына и доставила личное письмо от брата. Сопровождала Ким Чен Ына на саммите КНДР-США в июне 2018 года и феврале 2019 года. В дальнейшем её участие в дипломатических делах продолжилось, в марте 2020 года она выступила с официальным заявлением, в котором раскритиковала заявление об озабоченности Юга по вопросу проведения военных учений.
По словам Ким Ён Хёна, профессора северокорейских исследований в Университете Дунгука в Сеуле, продвижение Ким Ё Чжон и других является признаком того, что «режим Ким Чен Ына прекратил свои связи с оставшимися функционерами предыдущего режима Ким Чен Ира, осуществив замену поколений на ключевых постах партии».
Была избрана в Верховное народное собрание на парламентских выборах 2019 года. Однако вошла в Ассамблею ещё незадолго до выборов 2019 года, возможно, в результате необъявленных дополнительных выборов в связи с чьей-либо смертью. В апреле того же года её ненадолго исключили из партийного политбюро, а затем восстановили в апреле 2020 года.
21 апреля 2020 года CNN и Daily NK со ссылкой на свои источники в разведке США и Республики Корее сообщили об ухудшении здоровья Ким Чен Ына. 22 апреля японская газета Asahi сообщила, что Ким Ё Чжон была выдвинута на роль второго человека в стране ещё в конце 2019 года по инициативе самого Ким Чен Ына, и на фоне тяжёлой болезни лидера КНДР она может возглавить государство.